# Madagaster simplissima
Madagaster simplissima (лат.) — вид жуков-водобродок рода Madagaster из подсемейства Hydraeninae. Назван simplissima в связи с очень простой морфологией.

## Распространение
Встречаются на Мадагаскаре.

## Описание
Водобродки мелкого размера (около 1,6 мм), удлинённой формы. Спинная и брюшная стороны темно-коричневые, ноги коричневые, оцеллии светло-коричневые. Наличник и лоб пунктированы и, местами, микроретикулированы; волоски очень тонкие и редкие, лежачие. Лабрум двулопастной, с глубокой V-образной апикомедиальной выемкой, микроретикулирован и с редкими мелкими волосками. Лабрум берёт начало на передней части очень слабо нависающего края наличника. Лаброклипеальный шов умеренно глубокий. Короткая, глубокая борозда перед каждым оцеллием. Нижнечелюстные щупики примерно такой же длины, как антенны. Антенны с предпоследним антенномером значительно крупнее конечного. По мелкому размеру тела и спинному габитусу очень похож на M. franzi; для надежного определения потребуется тщательное изучение гениталий самца на микрослайдах. Эдеагус M. simplissima почти вдвое длиннее, чем эдеагус M. franzi; гонопорный каналец короче и лишь слегка изогнут у M. simplissima, тогда как у M. franzi он длиннее и синуален; каналец при боковом виде выходит из дорсальной части вершины основной части у M. franzi, но расположен более центрально на вершине у M. simplissima. У обоих видов парамерные волоски расположены как на латеральной, так и на медиальной поверхности, а не только на краях.

## Классификация
Вид был впервые описан в 2017 году американским энтомологом Philip Don Perkins (Department of Entomology, Museum of Comparative Zoology, Гарвардский университет, Кембридж, США) по типовым материалам с острова Мадагаскар. Включён в состав рода Madagaster (триба Madagastrini, подсемейство Hydraeninae или Prosthetopinae) вместе с видами M. franzi, M. bergsteni, M. procarina, M. barbata, M. steineri и M. cataracta и M. quadricurvipes.